# Estación de Ayamonte-Término
Ayamonte-Término fue una estación de ferrocarril situada en el municipio español de Ayamonte, en la provincia de Huelva, perteneciente a la desaparecida línea Gibraleón-Ayamonte. Tras su clausura, en la actualidad el edificio de viajeros ha sido rehabilitado y acoge la estación de autobuses ayamontina.

## Historia
En agosto de 1936 —recién comenzada la Guerra Civil— se abrió al tráfico la línea Gibraleón-Ayamonte, si bien en un principio solo lo fue al tráfico de mercancías y los servicios de viajeros no transitarían hasta 1940. La estación de Ayamonte fue emplazada a la entrada del casco urbano, de acuerdo con el proyecto original. Estaba prevista la construcción de un ramal ferroviario que fuera desde la estación hasta el río Guadiana, si bien esto nunca llegaría a materializarse. En 1941, tras la nacionalización de los ferrocarriles de ancho ibérico, las instalaciones pasaron a manos de la recién creada RENFE.
El complejo ferroviario de Ayamonte se componía de un edificio de viajeros y una playa de vías, con dos andenes.
La línea fue cerrada al tráfico en 1987 y posteriormente levantada la vía, lo que dejó a la estación sin servicio. Años después sería reacondicionada para acoger la estación de autobuses del municipio, siendo inaugurada como tal en 1997.